# Hirisadarahalli, Arsikere
Hirisadarahalli là một làng thuộc tehsil Arsikere, huyện Hassan, bang Karnataka, Ấn Độ.